# ماندیرا بدی
ماندیرا بدی (انگلیسی: Mandira Bedi؛ زادهٔ ۱۵ آوریل ۱۹۷۲) مجری تلویزیون، هنرپیشه، و مدل اهل هند است.
وی بازیگر فیلم‌هایی همچون داماد عاشق عروس را می‌برد، اتفاق، ابر، اوه تو، پرونده‌های تاشکند و ساهو بوده است.